# Roswitha Schieb
Roswitha Schieb (* 6. August 1962 in Recklinghausen) ist eine deutsche Literatur- und Kulturwissenschaftlerin, Schriftstellerin, Essayistin und Publizistin.

## Leben
Roswitha Schieb studierte Literatur- und Kunstwissenschaft in Köln und Berlin. 1997 wurde sie an der TU Berlin bei Norbert Miller mit einer Arbeit zu Das teilbare Individuum. Körperbilder bei Ernst Jünger, Hans Henny Jahnn und Peter Weiss promoviert, in der sie drei Prosawerke der Schriftsteller vor dem Hintergrund der Körperideologie des Nationalsozialismus analysierte.
Sie lebt im Hohen Neuendorfer Ortsteil Borgsdorf bei Berlin.

## Schaffen
Eine Reise nach Schlesien im Jahr 1998 war der Ausgangspunkt einer intensiveren und anhaltenden Beschäftigung mit Schlesien, worauf zahlreiche literarische, autobiografische und kulturhistorische Reiseführer zu Polen, Schlesien, Breslau, Galizien und zum Böhmischen Bäderdreieck entstanden, darüber hinaus zu Rügen und Berlin.
Aus der Begleitung der neunmonatigen Proben zur Faust-Inszenierung von Peter Stein in Hannover (Expo 2000), Berlin und Wien entstand 2005 ein umfangreiches Programmbuch und im selben Jahr eine Biographie Peter Stein. Ein Portrait.
Neben ihrem Hauptschwerpunkt auf dem Thema Schlesien liegt ein anderer Schwerpunkt bei ihren kulturhistorischen Untersuchungen zu Berlin, so etwa eine Berliner Literaturgeschichte. Epochen – Werke – Autoren – Schauplätze (2019), Der Berliner Witz (2020) und Die Berliner Secession (2022).
Zudem ist sie als Herausgeberin tätig. So gab sie 2016 mit Rosemarie Zens den Sammelband Zugezogen. Flucht und Vertreibung – Erinnerungen der zweiten Generation heraus, in dem sie sich neben anderen Autoren familiengeschichtlich mit dem Trauma der Vertreibung und seiner Überwindung sowie den intergenerationellen Folgen des Lebensgefühls von Heimatlosigkeit und Fremdsein für die „zweite Generation“ auseinandersetzte.

## Ehrungen (Auswahl)
- 1996 Aufenthaltsstipendium in Schloss Wiepersdorf
- 2021 Kulturpreis Schlesien des Landes Niedersachsen

## Mitgliedschaften
Roswitha Schieb ist (bzw. war) Mitglied folgender Gremien und Vereine:
- seit 2018 Mitglied der Jury für den studentischen Essaywettbewerb bei der Deutschen Gesellschaft
- 2021 PEN-Zentrum Deutschland (PEN)
- 2023 Austritt aus dem PEN-Zentrum Deutschland, Eintritt in den PEN Berlin

## Werke (Auswahl)
- Das teilbare Individuum. Körperbilder bei Ernst Jünger, Hans Henny Jahnn und Peter Weiss. M und P, Verlag für Wissenschaft und Forschung, Stuttgart 1997, ISBN 3-476-45172-0 (437 S., Zugl.: Berlin, Techn. Univ., Diss., 1994).
- Roswitha Schieb, Gregor Wedekind: Rügen. Deutschlands mythische Insel. Berlin Verlag, Berlin 1999, ISBN 3-8270-0310-5 (276 S.).
- Reise nach Schlesien und Galizien. Eine Archäologie des Gefühls. Berlin Verlag, Berlin 2000 (239 S., Neuauflage: Bergstadtverlag Wilhelm Gottlieb Korn, Görlitz 2014, ISBN 978-3-87057-338-6).
- Peter Stein inszeniert Faust von Johann Wolfgang Goethe. Das Programmbuch Faust I und II. DuMont Buchverlag, Köln 2000, ISBN 3-7701-5418-5 (320 S.).
- Peter Stein. Ein Portrait. Berlin Verlag, Berlin 2005, ISBN 3-8270-0540-X (549 S.).
- Die beste Zeit. Erzählung. Literaturmetzgerei, Reutlingen 2007, ISBN 978-3-940714-00-8 (208 S.).
- Jeder zweite Berliner. Schlesische Spuren an der Spree. Deutsches Kulturforum östliches Europa, Potsdam 2012, ISBN 978-3-936168-61-7 (384 S.).
- Breslau/Wrocław. Ein kunstgeschichtlicher Rundgang durch die Stadt der hundert Brücken. Schnell & Steiner, Regensburg 2015, ISBN 978-3-7954-2951-5 (64 S.).
- Roots. In: Roswitha Schieb, Rosemarie Zens (Hrsg.): Zugezogen. Flucht und Vertreibung – Erinnerungen der zweiten Generation. Ferdinand Schöningh, Paderborn 2016, ISBN 978-3-506-78570-1, S. 61–66 (195 S., Sammelband mit ausführlichen einleitenden Gedanken und einem autobiographischen Beitrag zu den Nachwirkungen der Vertreibung ihrer Mutter).
- Reisefreiheit. Berichte und Erfahrungen aus Osteuropa. Anthea Verlag, Berlin 2016, ISBN 978-3-943583-63-2 (268 S.).
- Berliner Literaturgeschichte. Epochen – Werke – Autoren – Schauplätze. Elsengold, Berlin 2019, ISBN 978-3-96201-030-0 (255 S.).[6]
- Literarischer Reiseführer böhmisches Bäderdreieck. Karlsbad, Marienbad, Franzensbad. 2., aktualisierte und erweiterte Auflage. Deutsches Kulturforum östliches Europa, Potsdam 2019, ISBN 978-3-936168-86-0 (364 S., unter Mitarbeit von Tanja Krombach und Václav Petrbok).
- Risse. Dreißig deutsche Lebensläufe. Lukas Verlag, Berlin 2019, ISBN 978-3-86732-324-6 (304 S.).
- Śląsk. Historia, krajobrazy, kultura. Dom Współpracy Polsko-Niemieckiej / Elsengold Verlag, Gliwice/Berlin 2021, ISBN 978-83-67105-02-6 (polnisch, 224 S., Übersetzung von Beata Kozak, deutsche Ausgabe unter dem Titel Schlesien. Geschichte, Landschaft, Kultur. Elsengold Verlag, Berlin 2020, ISBN 978-3-96201-025-6).
- Der Berliner Witz. Eine Kulturgeschichte. Elsengold Verlag, Berlin 2020, ISBN 978-3-96201-051-5 (239 S., untersucht u. a. den schlesischen Einfluss auf den Berliner Humor).[7]
- Der Hof. Erzählung. Edition A. B. Fischer, Berlin 2020, ISBN 978-3-948114-04-6 (63 S., westdeutsche Nachkriegsgeschichte: aus Schlesien vertriebene Bäurin auf dem Hof einer westfälischen Bauerntochter).
- Literarischer Reiseführer Breslau. Sieben Stadtspaziergänge. 3., überarb. und aktualisierte Auflage. Deutsches Kulturforum östliches Europa, Potsdam 2021, ISBN 978-3-936168-85-3 (412 S., Erstausgabe:  2004, unter Mitarbeit von Magdalena Gebala).
- Die Berliner Secession. Aufruhr in der Kunst um 1900. Elsengold Verlag, Berlin 2022, ISBN 978-3-96201-088-1 (256 S.).[8]
- Lärm. Eine Erzählung am Rande des Nervenzusammenbruchs. Edition A. B. Fischer, Berlin 2022, ISBN 978-3-948114-11-4 (115 S.).
- Die schönsten Seen in Brandenburg. Ausflüge zu Natur, Kultur und Geschichte. BeBra Verlag, Berlin 2024, ISBN 978-3-89809-240-1 (208 S.).
- Die Uckermark. Kultur und Landschaft im Nordosten Brandenburgs. BeBra Verlag, Berlin 2025, ISBN 978-3-89809-266-1 (208 S.).
- Literarischer Reiseführer Niederschlesien. Fünf Partien durch das zehnfach interessante Land. Unter Mitarbeit von Beata Kozak. Deutsches Kulturforum östliches Europa, Potsdam 2025, ISBN 978-3-936168-93-8 (480 S.).